# Список дипломатических миссий Болгарии

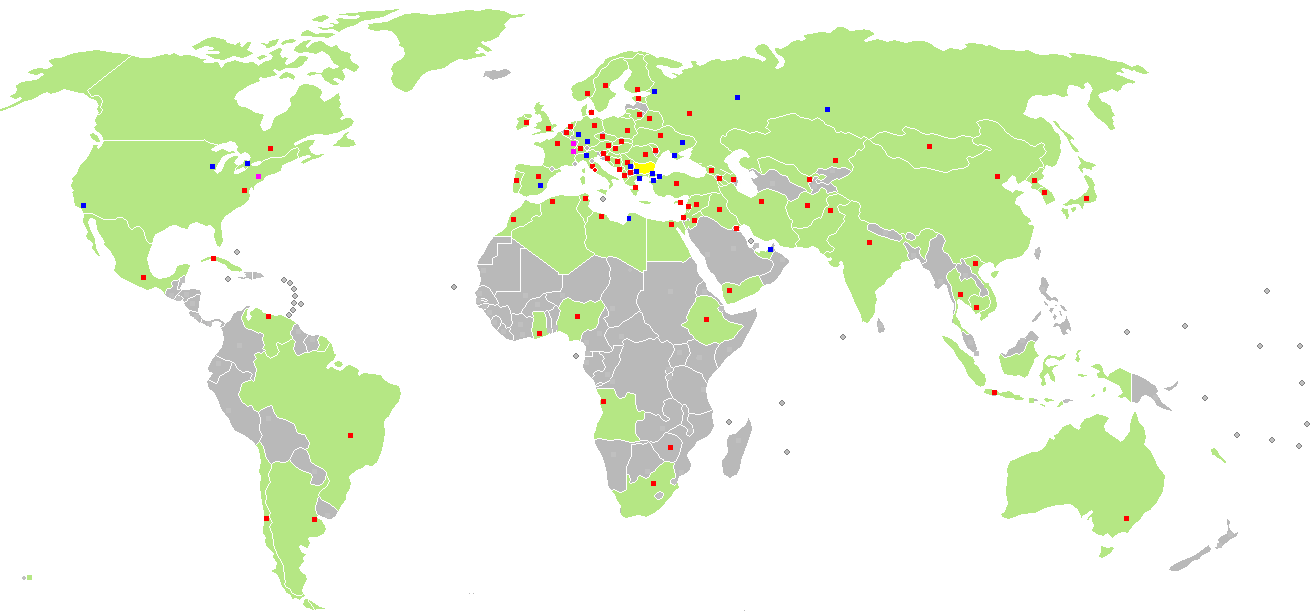

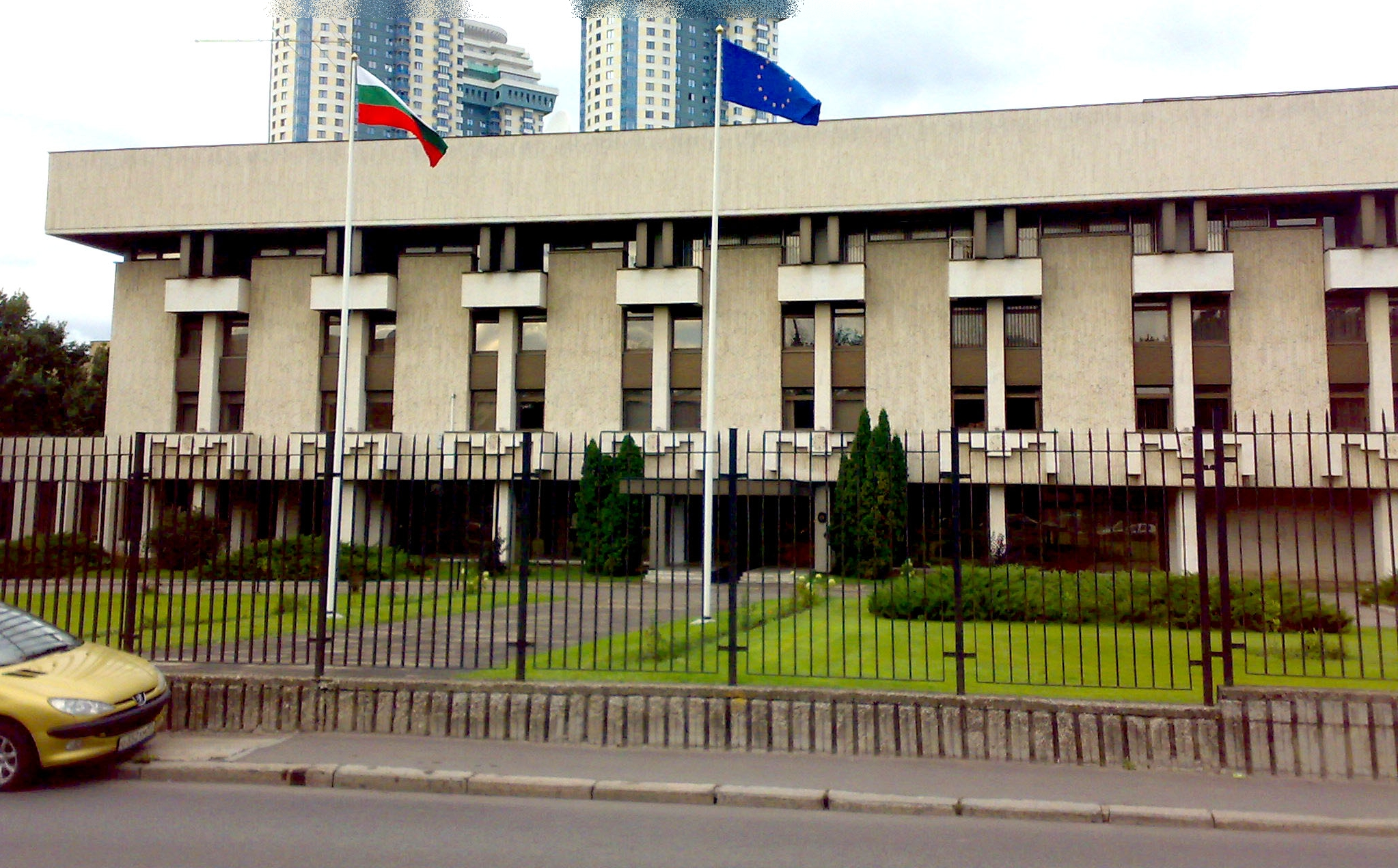
Посольство Болгарии в Москве

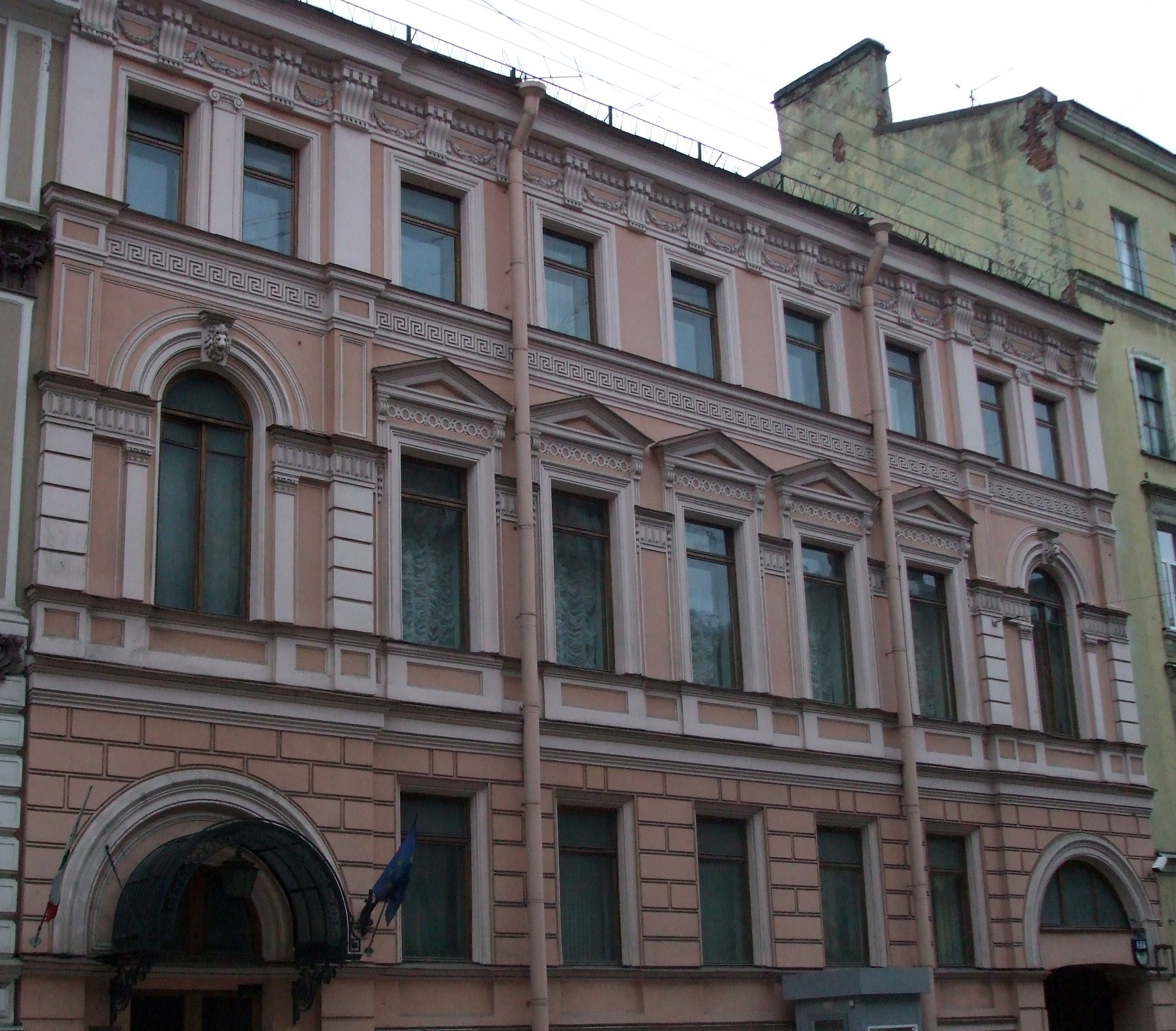
Генеральное консульство Болгарии в Санкт-Петербурге

Список дипломатических миссий Болгарии — Болгария обладает сетью дипломатических представительств во всех регионах мира.

## Европа
- Албания, Тирана (посольство)
- Армения, Ереван (посольство)
- Австрия, Вена (посольство)
- Азербайджан, Баку (посольство)
- Белоруссия, Минск (посольство)
- Бельгия, Брюссель (посольство)
- Босния и Герцеговина, Сараево (посольство)
- Хорватия, Загреб (посольство)
- Кипр, Никосия (посольство)
- Чехия, Прага (посольство)
- Дания, Копенгаген (посольство)
- Финляндия, Хельсинки (посольство)
- Франция, Париж (посольство)
- Грузия, Тбилиси (посольство)
- Германия, Берлин (посольство)
  - Мюнхен (генеральное консульство)
- Греция, Афины (посольство)
  - Салоники (генеральное консульство)
- Ватикан (посольство)
- Венгрия, Будапешт (посольство)
- Ирландия, Дублин (посольство)
- Италия, Рим (посольство)
- Косова, Приштина (посольство)
- Македония, Скопье (посольство)
  - Битола (генеральное консульство)
- Молдова, Кишинёв (посольство)
- Румыния Бухарест (посольство)
- Черногория, Подгорица (посольство)
- Нидерланды, Гаага (посольство)
- Норвегия, Осло (посольство)
- Польша, Варшава (посольство)
- Португалия, Лиссабон (посольство)
- Россия, Москва (посольство)
  - Санкт-Петербург (генеральное консульство)
- Сербия, Белград (посольство)
  - Ниш (генеральное консульство)
- Словакия, Братислава (посольство)
- Словения, Любляна (посольство)
- Испания, Мадрид (посольство)
  - Валенсия (генеральное консульство)
- Швеция, Стокгольм (посольство)
- Швейцария, Берн (посольство)
- Украина, Киев (посольство)
  - Одесса (генеральное консульство)
- Великобритания, Лондон (посольство)

## Америка
- Канада, Оттава (посольство)
- Куба, Гавана (посольство)
- Мексика, Мехико (посольство)
- США, Вашингтон (посольство)
  - Чикаго (генеральное консульство)
  - Лос-Анджелес (генеральное консульство)
  - Нью-Йорк (генеральное консульство)
- Аргентина, Буэнос-Айрес (посольство)
- Бразилия, Бразилиа (посольство)

## Ближний и Средний Восток
- Иран, Тегеран (посольство)
- Ирак, Багдад (посольство)
- Израиль, Тель-Авив (посольство)
- Иордания, Амман (посольство)
- Кувейт, Эль-Кувейт (посольство)
- Ливан, Бейрут (посольство)
- Государство Палестина, Рамаллах (посольство)
- Сирия, Дамаск (посольство)
- Турция, Анкара (посольство)
  - Измир (генеральное консульство)
  - Бурса (представительство)
  - Эдирне (генеральное консульство)
  - Стамбул (генеральное консульство)
- ОАЭ, Дубай (генеральное консульство)
- Йемен Сана (посольство)

## Африка
- Алжир, Эль-Джазаир (посольство)
- Египет, Каир (посольство)
- Эфиопия, Аддис-Абеба (посольство)
- Ливия, Триполи (посольство)
- Марокко, Рабат (посольство)
- Нигерия, Абуджа (посольство)
- ЮАР, Претория (посольство)
- Тунис (посольство)

## Азия
- Афганистан Кабул (посольство)
- Камбоджа Пном-Пень (посольство)
- Китай, Пекин (посольство)
- Индия, Нью-Дели (посольство)
- Индонезия, Джакарта (посольство)
- Япония, Токио (посольство)
- Казахстан, Астана (посольство)
- КНДР, Пхеньян (посольство)
- Южная Корея, Сеул (посольство)
- Пакистан, Исламабад (посольство)
- Узбекистан, Ташкент (посольство)
- Вьетнам, Ханой (посольство)

## Океания
- Австралия, Канберра (посольство)

## Международные организации
- Брюссель (постоянная миссия при ЕС и NATO)
- Женева (постоянная миссия при учреждениях ООН)
- Нью-Йорк (постоянная миссия при ООН)
- Рим (постоянная миссия при ФАО)
- Париж (постоянная миссия при ЮНЕСКО)
- Страсбург (постоянная миссия при Совете Европы)
- Вена (постоянная миссия при учреждениях ООН)